# Don Bosco önkéntesei
Don Bosco önkéntesei (Volontarie di Don Bosco) pápai jogú világi intézmény a római katolikus egyház keretein belül. Tagjai olyan nők lehetnek, akik az Istennek szentelt életet szalézi lelkületben a világban akarják megélni. A szervezet hivatalos neve: Istituto Secolare Volontarie di Don Bosco, rövidítés: VDB, volontáriák.

## Története
Don Bosco önkénteseinek világi intézménye Olaszországban, Torinóban született, 1917-ben. Alapítója, Rinaldi Boldog Fülöp (1922-től szalézi rendfőnök, Don Bosco harmadik utóda) olyan lányokat gyűjtött össze az új utat kereső közösségben, akik Istennek szentelt életre vágytak, de valamilyen okból nem tudták, vagy nem akarták elhagyni a „világot”, azt a környezetet, amelyben éltek és dolgoztak.
Jóllehet az egyház történetében évszázadokkal korábban is próbálkoztak már az Istennek szentelt és a világi élet hasonló összeegyeztetésével (a XVI. században Merici Szent Angéla Szent Orsolyáról nevezett társasága volt az első ilyen jellegű intézmény, a későbbi orsolyiták rendjének elődje) – az úgynevezett világi intézmények pápai jóváhagyására csak a XX. század közepén, 1947-ben került sor. Így a Don Rinaldi által alapított Intézményről joggal mondhatjuk, hogy megelőzte korát, s talán ezzel is magyarázható, hogy fejlődése nehezen indult, sőt Don Rinaldi halála után egy időre szinte megállt.
1947. február 2-án XII. Piusz pápa Provida mater Ecclesia címmel adta ki apostoli konstitúcióját, amellyel az egyház hivatalosan elismerte az úgynevezett világi intézmények jogi státuszát. A jogi elismerés fordulópontot jelentett a világi intézmények fejlődésében. Don Bosco önkénteseinek intézményét VI. Pál pápa hagyta jóvá 1978. augusztus 5-én. A tagok létszáma ekkor már meghaladja a 600 főt, 1990-re pedig (ez év április 29-én avatta boldoggá az Egyház Rinaldit) – eléri az 1200-at.
Az intézmény ma a világ valamennyi kontinensén jelen van.

## Lelkisége
Gyárakban és hivatalokban, plébániákon és iskolákban, kórházakban és rendelőkben – a legkülönfélébb adottságokkal és körülmények között élnek ma azok az önkéntesek, aki arra szentelik életüket, hogy rejtett jelenlétükkel, só és kovász módjára, belülről szenteljék meg a világot. Életük egészen a világban zajlik, és így egyfajta hidat alkotnak az intézményes egyház és a világi hívek, sőt az Istentől és az egyháztól távol álló emberek között.
A VDB intézmény a szalézi család tagja. Apostoli tevékenységükben tagjai Don Bosco lelkiségét követik – a mindenkori szalézi asszisztens vezetésével, apostoli tevékenységük megválasztásánál pedig előnyben részesítik azokat a rétegeket, amelyekhez Don Bosco küldetése szólt: az ifjúságot, a szegényeket, valamint a hivatások és a missziók ügyét. Lehetőségeik szerint keresik az együttműködést a szalézi család tagjaival.

## Szervezeti felépítés
Az intézménynek nincsenek közös művei, és tagjai nem alkotnak állandó közösségeket, hivatásukat és apostoli tevékenységüket maguk választják meg, anyagi javaikkal maguk rendelkeznek, szabályaik előírásait szem előtt tartva és felelőseikkel egyeztetve. Az egyes tagok területi alapon általában 6-12 fős csoportokat, ennél kisebb létszám esetén alcsoportokat alkotnak. A csoportokat az intézmény vezetősége által három évre kinevezett felelősök vezetik. Az egyes csoportok általában országonként vagy nagyobb területi egységenként területeket alkotnak. A terület élén a területi felelős áll.
Az intézmény központi vezetését a hat évenként választott központi tanács végzi, élén a központi felelőssel. Az intézmény minden szervezeti szinten lelki asszisztenciát, vezetést kér a szalézi rend területileg illetékes elöljáróitól. A közösségek tagjai havonta lelki napokon vesznek részt, amelyek célja a lelki elmélyülés. A közösségi lelkület erősítése céljából különböző programokat szerveznek.

## Az intézmény Magyarországon
Az intézmény hazánkban 1981 óta működik. Első asszisztense 1982-ben bekövetkezett váratlan haláláig a kiváló pedagógusként és íróként is ismert Lukács István SDB atya volt. A magyarországi közösség szervezetileg a szlovák-magyar területhez tartozik.